# 阿莫斯·卡尔达雷利
阿莫斯·卡尔达雷利（義大利語：Amos Cardarelli，1930年3月6日—2018年7月1日），意大利男子足球运动员，场上位置是后卫。他曾代表意大利国奥队参加1952年夏季奥林匹克运动会足球比赛。